# ヴィクトリア・スタジアム
ヴィクトリア・スタジアム（英語: Victoria Stadium）は、ジブラルタルにある多目的スタジアムである。ジブラルタル国際空港、ザ・ロックのすぐ近くに位置している。

## 歴史
主にサッカーの試合に使用されており、2013-14年シーズンは国内1部リーグ所属のすべてのクラブがホームスタジアムとして使用した。1993年にイングランドのメリルボーン・クリケット・クラブ（Marylebone Cricket Club）がジブラルタルを訪れたときに初めてクリケットの試合を開催して以来、クリケットの試合にも使用されている。
2013年5月、ジブラルタルサッカー協会がUEFAの正会員になったことにより、ヴィクトリア・スタジアムに代わる新しいスタジアムとして、2016年開場予定のEuropa Point Stadium（カテゴリー4）の建設が進められている 。